# Булатова, Ольга Фёдоровна
О́льга Фёдоровна Була́това (дев. Ко́шелева) (род. 8 октября 1932) — советская легкоатлетка, специалистка по бегу на короткие дистанции. Выступала за сборную СССР по лёгкой атлетике в 1950-х годах, победительница и призёрка первенств всесоюзного значения, участница летних Олимпийских игр в Мельбурне. Представляла Минск и спортивное общество «Спартак». Мастер спорта СССР (1957).

## Биография
Родилась 8 октября 1932 года.
Занималась лёгкой атлетикой в Минске, выступала за Белорусскую ССР и добровольное спортивное общество «Спартак».
Впервые заявила о себе на всесоюзном уровне в сезоне 1952 года, когда на чемпионате СССР в Ленинграде с командой Профсоюзы-II выиграла серебряную медаль в программе эстафеты 4 × 200 метров.
В 1953 году в той же дисциплине завоевала бронзовую награду на IV Всемирном фестивале молодёжи и студентов в Бухаресте.
В 1954 году одержала победу в эстафете 4 × 100 метров на Всемирных студенческих играх в Будапеште, стартовала в беге на 100 метров на чемпионате Европы в Берне.
В 1956 году на чемпионате страны в рамках Первой летней Спартакиады народов СССР в Москве получила серебро в беге на 200 метров и взяла бронзу в эстафете 4 × 100 метров. Благодаря этому удачному выступлению удостоилась права защищать честь Советского Союза на летних Олимпийских играх в Мельбурне — здесь в дисциплине 200 метров не смогла пройти дальше предварительного квалификационного этапа, а в эстафете ей выступить не довелось.
В 1959 году уже под фамилией Булатова выиграла серебряную медаль в эстафете 4 × 200 метров на II летней Спартакиаде народов СССР в Москве.

## Награды
- Медаль «За трудовую доблесть» (27.04.1957) — «за успехи, достигнутые в деле развития массового физкультурного движения в стране, повышения мастерства советских спортсменов, и успешное выступление на международных соревнованиях»